# 帕布罗·加加罗

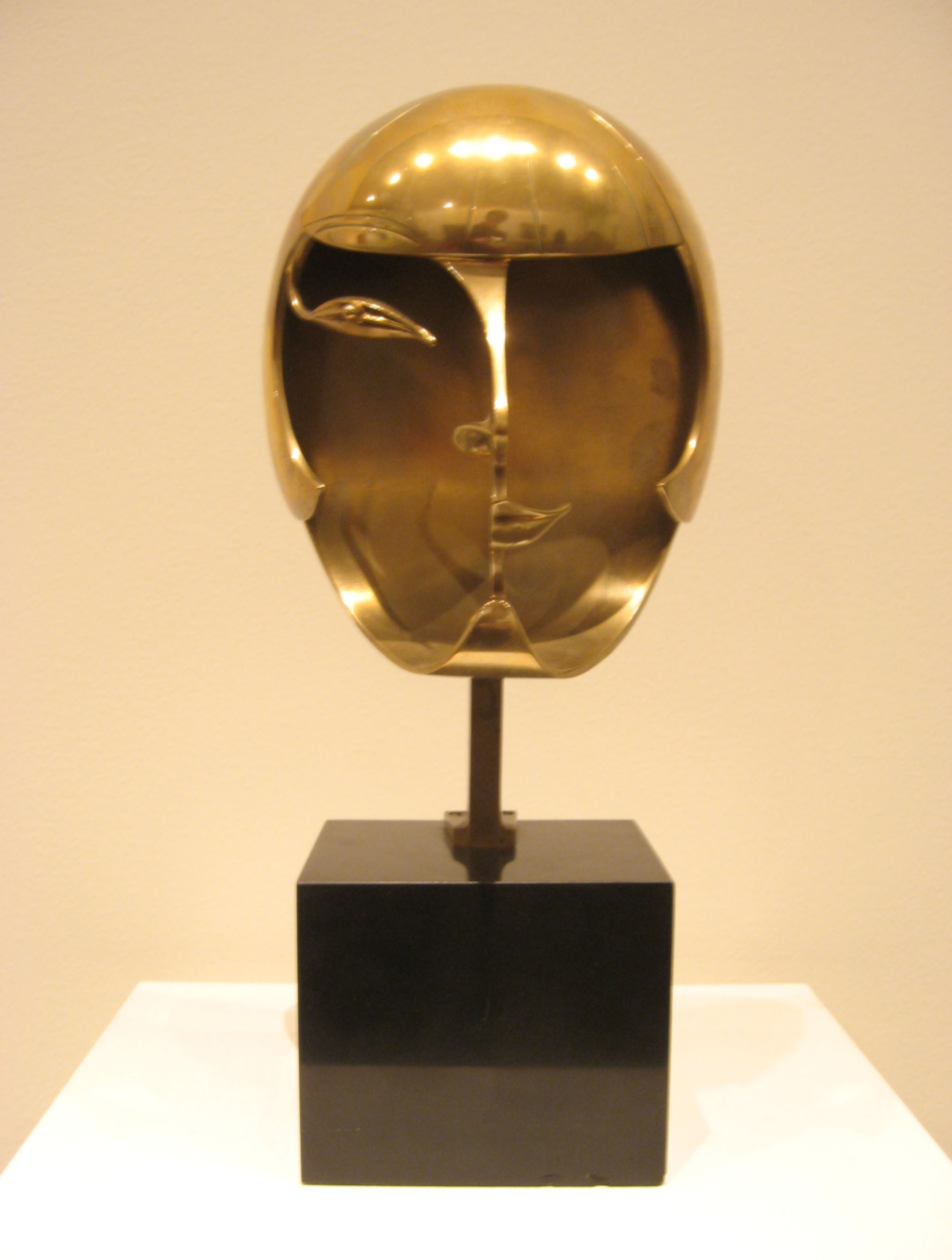
《蒙帕納斯的吉吉》（1928），銅像

帕布罗·加加罗（1881年1月5日–1934年12月28日）是一位西班牙雕塑家和画家。
他生于西班牙薩拉戈薩省的邁利亞，后来他和他的家庭于1888年搬去了加泰罗尼亚的巴塞罗纳，并在那开始学习艺术。加加罗发明了一种基于用平面金属板。